# یواس‌اس کنونکاس (وای‌تی-۱۸۷)
یواس‌اس کنونکاس (وای‌تی-۱۸۷) (انگلیسی: USS Canonicus (YT-187))؛ یک یدک‌کش لَنگَرگاه دریایی ایالات متحده بود که در سال ۱۹۴۱ وارد خدمت شد و در سال ۱۹۴۷ از بین رفت.
این یدک‌کش در ۳ ژوئن ۱۹۴۱ به کار گرفته شد و در ناحیه یکم و پنجم نیروی دریایی خدمت کرده است.
کنونکاس در ۳۰ آوریل ۱۹۴۷ جهت کاربردپذیری و دفع به کمیسیون دریایی ایالات متحده منتقل شد.